# Giorgos Seferis
Giorgos Seferis (IPA: [ˈʝorɣos seˈferis]; in greco: Γιώργος Σεφέρης, Giṓrgos Seférīs), pseudonimo di Georgios Seferiadis (in greco Γεώργιος Σεφεριάδης?, Geṓrgios Seferiádīs; Smirne, 13 marzo 1900, 29 febbraio secondo il calendario giuliano – Atene, 20 settembre 1971) è stato un poeta, saggista e diplomatico greco, premio Nobel per la letteratura nel 1963.
È considerato uno dei maggiori poeti greci del novecento, insieme a Odysseas Elytīs, Ghiannis Ritsos e Konstantinos Kavafis. Nel 1963 è stato insignito del premio Nobel per la letteratura.

## Biografia
Studiò Giurisprudenza a Parigi dove seguì il padre, noto giurista e letterato. È il 1922 quando con la "catastrofe dell'Asia Minore" svanisce ogni sogno di potenza ellenica. Quel disastro incise profondamente nell'animo del giovane, che in seguito avrebbe parlato nella sua poesia di popoli e civiltà in esilio.
Ritornò ad Atene. Entrò nel corpo diplomatico. Nel 1941 seguì la sorte del governo greco al Cairo. Aveva avuto a Parigi intense relazioni nell'ambiente artistico.
A Londra si incontrò con la poesia di Eliot e con autori francesi (da Mallarmé a Valéry) che, anche attraverso le traduzioni da lui realizzate, lo aiutarono nella sua ricerca. Le altre fonti di ispirazione, greche antiche, elleniche e moderne, furono perlopiù della sua terra, a cominciare da Omero (evocato nella Svolta, nella Leggenda con la riproposizione di una Odissea in miniatura, e nella Lettera sul Tordo), per continuare con Sofocle (ripreso nel Tordo) ed Erodoto (aleggiante nelle Memorie). Non mancano gli accostamenti alle liriche di Kalvos, soprattutto per il linguaggio, e a quelle di Kavafis.
Soggiornò anche in Albania, nel Nord Africa e in Medio Oriente.
Fu insignito del Premio Nobel per la letteratura nel 1963.
Nel 1969 Seferis prese posizione pubblicamente e duramente contro la Dittatura dei colonnelli in Grecia. Anche il suo stesso funerale, il 20 settembre 1971, venne trasformato in una massiccia dimostrazione contro il governo militare.

## L'opera
La nostra fine è certa, diceva l'insegnamento di Kavafis, eppure la poesia è ancora utile... e ci insegna a riflettere cento volte prima di parlare, affermò Seferis in un discorso. Chi solleva i macigni cola a picco, sono le sue incisive parole contro ogni forma di tirannia: ... questi macigni alzai fin che potei / questi macigni amai fin che potei...
Le pietre, le statue, le voci remote sono i suoi simboli più ricorrenti, così come il ritorno in Patria appare una delle immagini più citate e trasfigurate. Fondamentali e significative furono anche le impressioni autobiografiche redatte dal poeta nei  Giornali di bordo, oltre allo stato d'animo di angoscia e di disperazione comunicato con la  Svolta.
Se nell'Ultima tappa (scritta in Italia nell'ultima fase della seconda guerra mondiale) compaiono riferimenti all'impotenza degli esseri e delle cose, nella raccolta Cipro, ove l'oracolo..., invece, si notano evocazioni mitologiche e memorie storiche e di costume.
Alcuni suoi versi, come ad esempio il Rifiuto, sono stati musicati da Mikīs Theodōrakīs.
- Svolta (1931)
- La cisterna (1932)
- Leggenda, ed. Katalìa (1935)
- Gimnopedìa, Lettere nuove (1936)
- Quaderno d'esercizi 1928-1937 (1940)
- Giornale di bordo I (1940)
- Giornale di bordo II (1944)
- Il tordo, ed. Ikaros (1947)
- Trad. di T.S.Eliot The waste land e altre poesie, ed. Ikaros (1949)
- Giornale di bordo III (1955)
- Poesie, ed. Ikaros (1961)
- Tre poesie segrete (1966)
- Note per una settimana (1968)
- Gatte di San Nicola (1969)

### Traduzioni in italiano
- Poesie, traduzione, scelta e introduzione di Filippo Maria Pontani, Milano, Arnoldo Mondadori, 1963
- Le poesie, trad. Nicola Crocetti, intr. Nicola Gardini, Milano, Crocetti, 2017